# یانا دنیلز
یانا دنیلز (انگلیسی: Yana Daniëls؛ زادهٔ ۸ مهٔ ۱۹۹۲) بازیکن فوتبال اهل بلژیک است که در حال حاضر برای باشگاه فوتبال زنان لیورپول بازی می‌کند.
از باشگاه‌هایی که در آن بازی کرده است می‌توان به لیورپول، بریستول سیتی و اندرلشت اشاره کرد.
وی همچنین در تیم‌های ملی فوتبال زیر ۱۷ سال، زیر ۱۹ سال و بزرگسالان زنان بلژیک بازی کرده است.

## دوران باشگاهی

### اود-هورلی لوون، ۲۰۰۸–۲۰۱۰
یانا دنیلز کار خود را در باشگاه اود-هورلی لوون آغاز کرد. او در این باشگاه در بازه زمانی ۲۰۰۸ تا ۲۰۱۰، ۷ گل در ۴۶ بازی به ثمر رساند. این دوره برای او فرصتی بود تا به عنوان یک بازیکن جوان در محیطی رقابتی رشد کند.

### سنت ترویدنس، ۲۰۱۰–۲۰۱۱
پس از ترک اود-هورلی لوون، دنیلز به سنت ترویدنس پیوست. در این تیم، او موفق شد ۴ گل در ۱۲ بازی در فصل عادی به ثمر برساند. این انتقال به او این امکان را داد که در لیگ بالاتر تجربه بیشتری کسب کند و مهارت‌های خود را به نمایش بگذارد.

### بازگشت به اود-هورلی لوون، ۲۰۱۱–۲۰۱۲
یانا دنیلز به مدت یک فصل دیگر به اود-هورلی لوون بازگشت. در این دوره، او ۸ گل در ۲۲ بازی لیگ به ثمر رساند. این بازگشت به باشگاه قبلی‌اش به او این فرصت را داد که با تجربه بیشتری به میدان برود و به تیم کمک کند.

### لیرسه، ۲۰۱۲–۲۰۱۴
دنیلز در آستانه فصل ۲۰۱۲ به باشگاه فوتبال لیرسه پیوست. او در این تیم ۱۰ گل در ۴۸ بازی لیگ به ثمر رساند. این دوره به او این امکان را داد که با بازیکنان جدیدی همکاری کند و در یک لیگ رقابتی‌تر بازی کند.

### توئنته، ۲۰۱۴–۲۰۱۵
یانا دنیلز سپس به باشگاه فوتبال زنان توئنته منتقل شد. او در این تیم ۷ گل در ۱۸ بازی به ثمر رساند. همچنین، او فرصت بازی در لیگ قهرمانان را پیدا کرد. متأسفانه، او در طول جام جهانی فوتبال زنان ۲۰۱۵ در قبرس دچار یک آسیب جدی شد که بر روی عملکردش تأثیر گذاشت.

### اندرلشت، ۲۰۱۵–۲۰۱۷
پس از بهبودی از آسیب دیدگی جدی‌اش، دنیلز قراردادی کوتاه‌مدت با باشگاه فوتبال زنان اندرلشت امضا کرد. پس از موفقیت در این باشگاه، او در دسامبر ۲۰۱۶ دوباره با این تیم قرارداد امضا کرد. این همکاری به او این امکان را داد که در یک تیم با تاریخچه موفقیت‌آمیز بازی کند و به توسعه مهارت‌های خود ادامه دهد.

### بریستول سیتی، ۲۰۱۷–۲۰۱۸
در ژوئن ۲۰۱۷، دنیلز به باشگاه فوتبال زنان بریستول سیتی پیوست. این انتقال به او این فرصت را داد تا در یک لیگ معتبرتر بازی کند و تجربه‌های جدیدی کسب کند. او در این تیم به دنبال ایجاد تأثیر مثبت بر روی عملکرد تیم بود.

### لیورپول، ۲۰۱۸–۲۰۱۹
در ژوئیه ۲۰۱۸، دنیلز از بریستول سیتی جدا شد و به باشگاه فوتبال زنان لیورپول پیوست. این انتقال نشان‌دهنده اعتماد و اعتقاد به توانایی‌های او بود. او در این تیم به دنبال ادامه پیشرفت و کمک به تیم برای رسیدن به موفقیت بود.

### بازگشت به بریستول سیتی، ۲۰۱۹–۲۰۲۱
یک سال پس از ترک لیورپول، دنیلز در ژوئیه ۲۰۱۹ دوباره به بریستول سیتی پیوست. این بازگشت به او این امکان را داد که با بازیکنان قدیمی هم تیمی‌اش دوباره همکاری کند و به تیم کمک کند.

### بازگشت به لیورپول، ۲۰۲۱–حال
در تاریخ ۲۳ ژوئن ۲۰۲۱، اعلام شد که دنیلز پس از دو سال حضور در بریستول سیتی، دوباره به باشگاه فوتبال زنان لیورپول پیوسته است. این بازگشت نشان‌دهنده تمایل او برای ادامه کار در یک باشگاه معتبر و تلاش برای رسیدن به موفقیت‌های بیشتر بود.

## دوران ملی

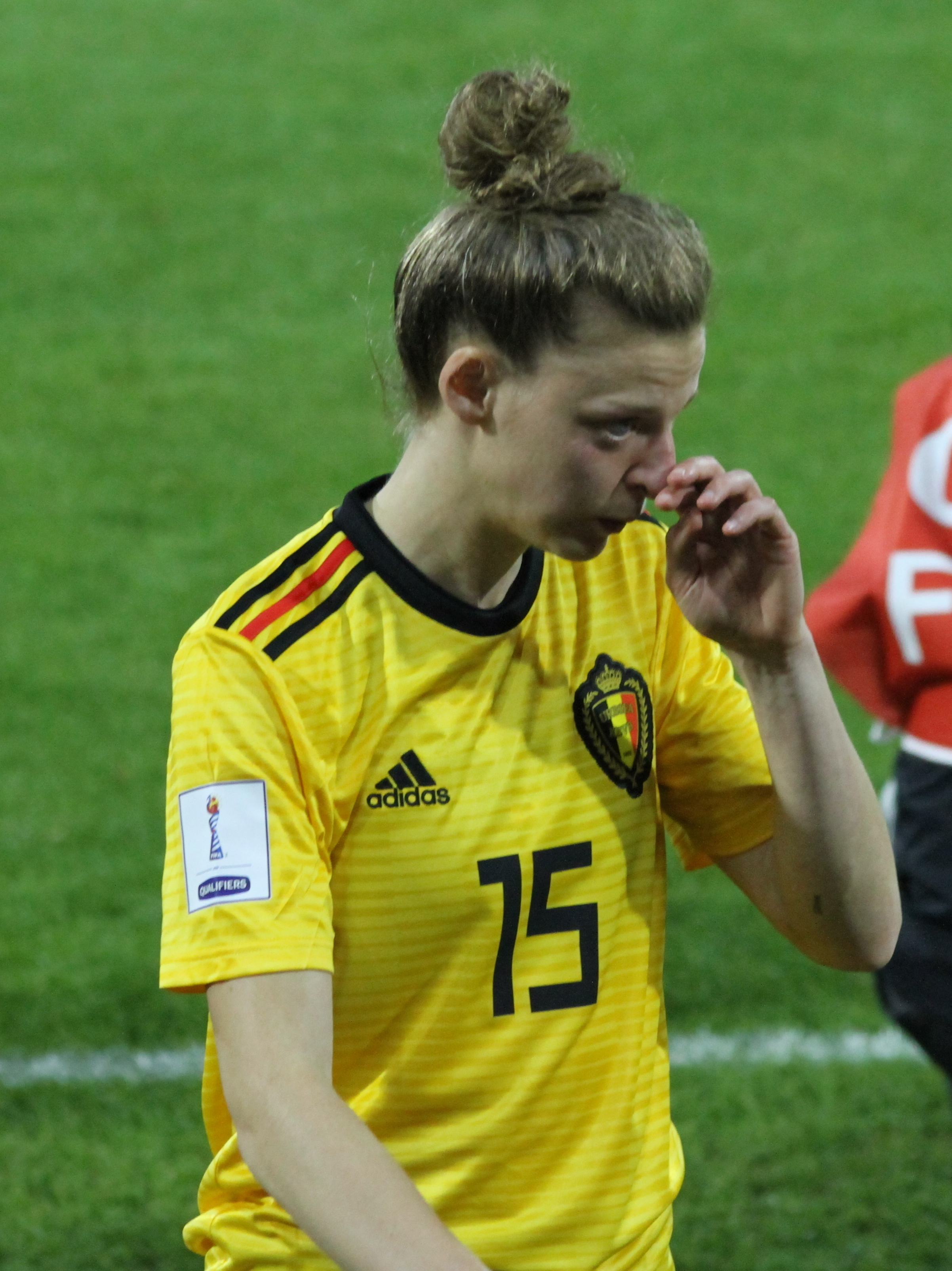
دنیلز در حال بازی برای تیم ملی فوتبال زنان بلژیک در سال ۲۰۱۸

یانا دنیلز در سطح جوانان برای بلژیک بازی کرده و در تیم زیر ۱۷ سال بلژیک ۴ گل در ۹ بازی به ثمر رسانده است. همچنین، او در تیم زیر ۱۹ سال بلژیک ۳ گل در ۱۱ بازی به ثمر رسانده است. دنیلز همچنین در تیم ملی بزرگسالان بلژیک بیش از ۳۰ بار بازی کرده و در جام ملت‌های اروپای زنان ۲۰۱۷ نیز به میدان رفته است.
در ابتدای سال ۲۰۲۲، دنیلز به بلژیک کمک کرد تا برای اولین بار در تاریخ خود، جام پیناتار ۲۰۲۲ را در اسپانیا به دست آورد. این تیم در فینال پس از تساوی ۰–۰ در وقت‌های قانونی، در ضربات پنالتی روسیه را شکست داد. این موفقیت برای دنیلز و تیم ملی بلژیک یک لحظه تاریخی و افتخارآمیز بود.